# John Quiller Rowett
John Quiller Rowett (Polperro, Cornualla, 19 de setembre de 1876 – Londres, 2 d'octubre de 1924) fou un home de negocis britànic que va fer fortuna en la indústria dels licors. Però a més de guanyar diners va tenir la voluntat de contribuir notablement a causes públiques i caritatives després de la Primera Guerra Mundial. Era company d'escola de Sir Ernest Shackleton al Col·legi de Dulwich, i Rowett fou l'únic partidari de finançar-li la darrera aventura antàrtica de Shackleton, l'Expedició Shackleton-Rowett entre 1921–1922, durant el qual Shackleton va morir.
Es va casar amb Helen Graham Coats el 26 de març de 1913, i tingueren tres fills: Helen (nascuda el 1915), John (el 1918) i Caroline (el 1920).
Després de la mort del seu amic, Rowett va adquirir el balener James Caird, que Shackleton havia fet servir a la famosa expedició Endurance de 1916, per a regalar-lo al Col·legi Dulwich. També va ser cofundador de l'Institut de Recerca de Rowett, un laboratori de recerca de nutrició animal actualment part de la Universitat d'Aberdeen, a més de fer de benefactor d'un hospital de beneficència. El 1924, considerant que els seus negocis estaven en crisi, Rowett es va llevar la vida.